# Herdenkingsmonument voor Daphne Caruana Galizia

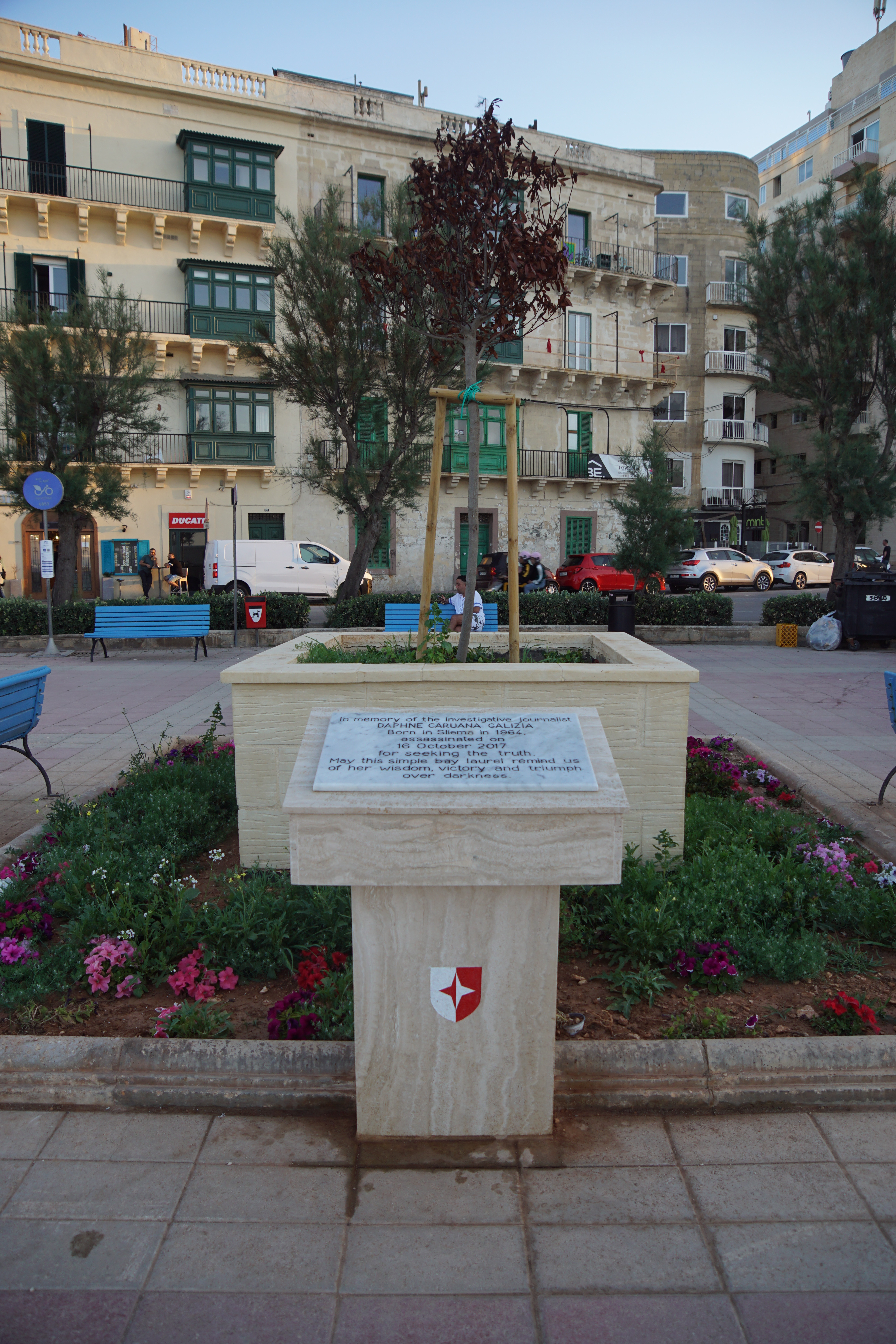
Herdenkingsmonument voor Daphne Caruana Galizia uit 2022.

Het Herdenkingsmonument voor Daphne Caruana Galizia is een monument uit 2022 ter nagedachtenis aan Daphne Caruana Galizia in Sliema, Malta.
Op 12 maart 2022 werd aan de Tower Road in Sliema het herdenkingsmonument voor de in Sliema geboren onderzoeksjournaliste Daphne Caruana Galizia onthuld. Galizia werd op 16 oktober 2017 door een autobom vermoord. 
Het herdenkingsmonument bestaat uit een laurierboom en een plaquette waarop te lezen is:
In memory of the investigative journalist
DAPHNE CARUANA GALIZIA
Born in Sliema in 1964,
assassinated on
16 October 2017
for seeking the truth.
May this simple bay laurel remind us
of her wisdom, victory and triumph
over darkness.
(Vertaald: Ter nagedachtenis van de onderzoeksjournaliste DAPHNE CARUANA GALIZIA, geboren in Sliema in 1964, vermoord op 16 oktober 2017 wegens het zoeken naar de waarheid. Mag deze simpele laurier ons herinneren aan haar wijsheid, overwinning en triomf over de duisternis.)